# Natal'ja Burdyga
Natal'ja Leonidovna Burdyga (in russo Наталья Леонидовна Бурдыга?, in ucraino Наталія Леонідівна Бурдига?, Natalija Leonidivna Burdyha; Osa, 26 ottobre 1986) è un'ex biatleta russa naturalizzata ucraina nel 2010; dopo il matrimonio con lo slovacco Martin Otčenáš, a sua volta sciatore nordico, ha adottato il cognome del marito e nei documenti IBU è riportata anche come Natal'ja Otčenáš, sebbene avesse terminato la carriera prima del matrimonio.

## Biografia
Natal'ja Burdyga, attiva dalla stagione 2002-2003, ha partecipato ai Mondiali juniores di Alta Moriana 2004; nell'ottobre 2006 è stata resa nota la positività allo stimolante carphedon in un controllo antidoping effettuato dopo i Mondiali estivi di Ufa 2006 ed è stata squalificata per due anni. Tornata alle gare nella stagione 2008-2009, ha esordito in Coppa del Mondo il 2 dicembre 2009 a Östersund in individuale (29ª) e ai Campionati mondiali a Chanty-Mansijsk 2011, dove si è classificata 18ª nell'individuale; in Coppa del Mondo ha ottenuto il miglior risultato individuale il 15 gennaio 2012 a Nové Město na Moravě in inseguimento (6ª) e il primo podio il 10 febbraio seguente a Kontiolahti in staffetta mista (2ª) e ai successivi Mondiali di Ruhpolding 2012 si è piazzata 12ª nell'individuale, 49ª nella sprint, 6ª nella staffetta e 14ª nella staffetta mista.
Ai Mondiali di Nové Město na Moravě 2013, sua ultima presenza iridata, ha disputato solo la staffetta mista, dove la squadra ucraina è stata squalificata; l'anno dopo ai XXII Giochi olimpici invernali di Soči 2014, sua unica presenza olimpica, è stata 7ª nella staffetta mista. L'ultima gara della sua carriera è stata la staffetta di Coppa del Mondo disputata il 14 febbraio 2016 a Presque Isle, dove ha ottenuto l'ultimo podio (2ª).

## Palmarès

### Europei
- 1 medaglia:
  - 1 oro (staffetta a Otepää 2015)

### Universiadi
- 6 medaglie[3]:
  - 1 oro (staffetta a Tarvisio 2003)
  - 5 bronzi (sprint a Tarvisio 2003; individuale, sprint, inseguimento, staffetta a Innsbruck 2005)

### Coppa del Mondo
- Miglior piazzamento in classifica generale: 20ª nel 2012
- 4 podi (tutti a squadre):
  - 2 secondi posti
  - 2 terzi posti